# Zuidelijke pad
De zuidelijke pad (Anaxyrus terrestris) is een kikker uit de familie padden (Bufonidae). De soort is endemisch in het zuidoosten van de Verenigde Staten.

## Uiterlijke kenmerken
De zuidelijke pad is een middelgrote, forsgebouwde paddensoort. Volwassen mannetjes hebben een kop-romplengte van 42 tot 82 millimeter, vrouwtjes 44 tot 92 millimeter. Het meest in het oog springende kenmerk van de zuidelijke pad zijn de knobbels op de kop met duidelijk zichtbare uitlopers die tot de parotoïden (oorklieren) lopen. De bovenzijde van de zuidelijke pad is bedekt met wratten, waarvan sommige puntig zijn. De kleur van de kop, rug en flanken variëren van steenrood tot gevlekt grijs, bruin en zwart. De onderzijde is lichtgekleurd.

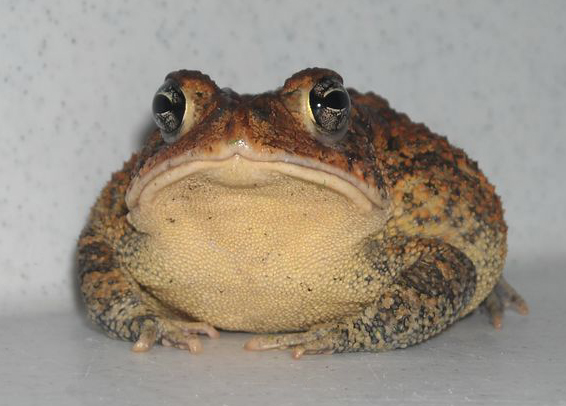
Vooraanzicht
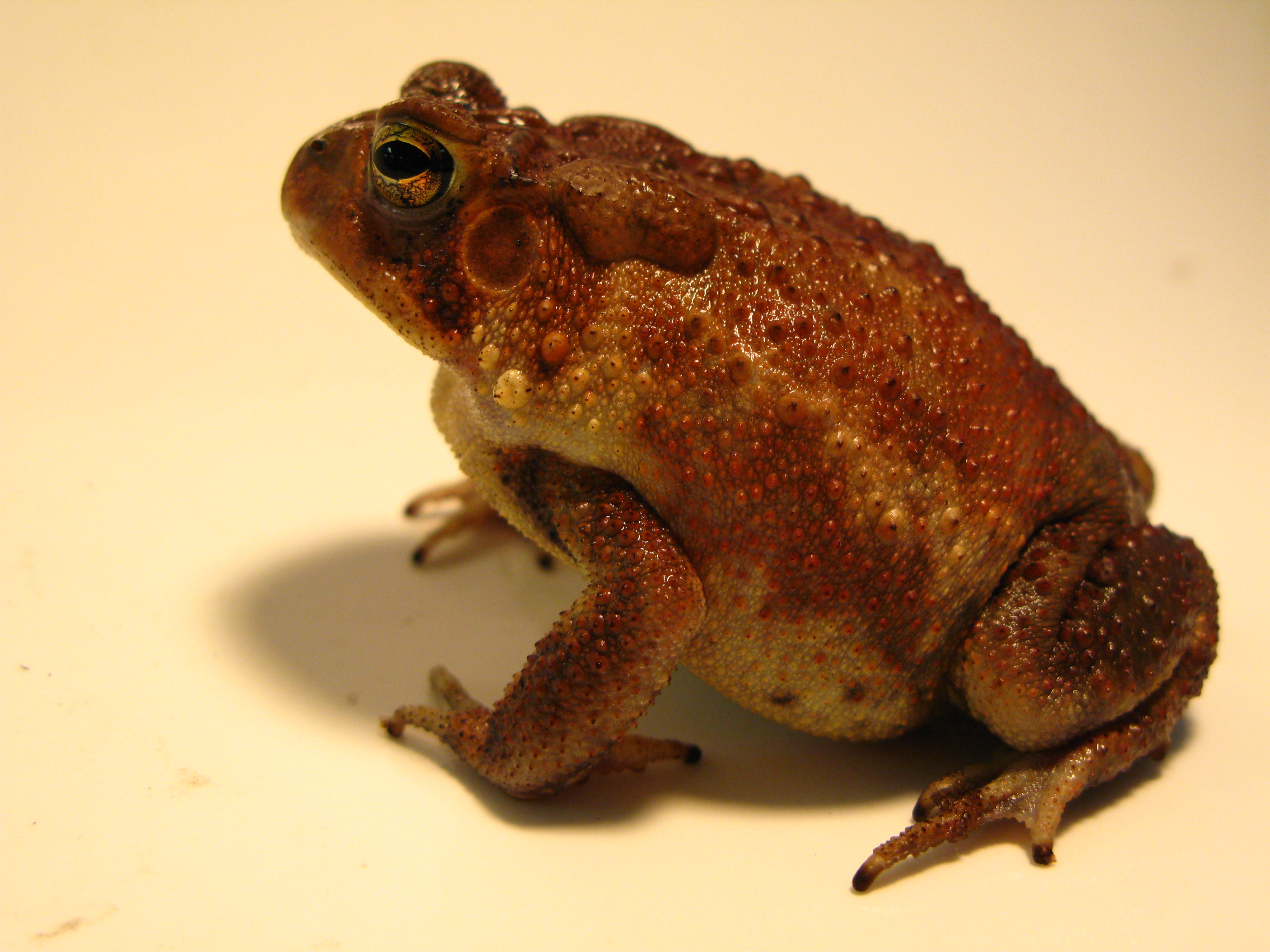
Zijaanzicht met een duidelijk zichtbare knobbel op de kop

## Gedrag en levenswijze
De zuidelijke pad leeft voornamelijk voor in bossen en gecultiveerd land op zandgronden. Het is een nachtdier dat zich overdag schuilhoudt in een hol of onder afvalhopen, boomstammen en dergelijke. In de nacht voedt hij zich met kleine ongewervelden. In de winter kennen sommige zuidelijke padden een inactieve periode.
In de lente migreren de mannetjes vanuit hoger gelegen gebieden naar waterpartijen om zich voort te planten. Bij hevige neerslag vormen grote groepen mannetjes koren. Een vrouwtje legt tot wel 4000 eitjes. Het uitkomen van de eitjes en de ontwikkeling van de kikkervisjes nemen 30 tot 55 dagen in beslag. De kikkervisjes voeden zich met algen die ze van waterplanten schrapen. Na de metamorfose meet een juveniele pad ongeveer tien millimeter. De zuidelijke pad heeft een geschatte levensduur van ten minste tien jaar.

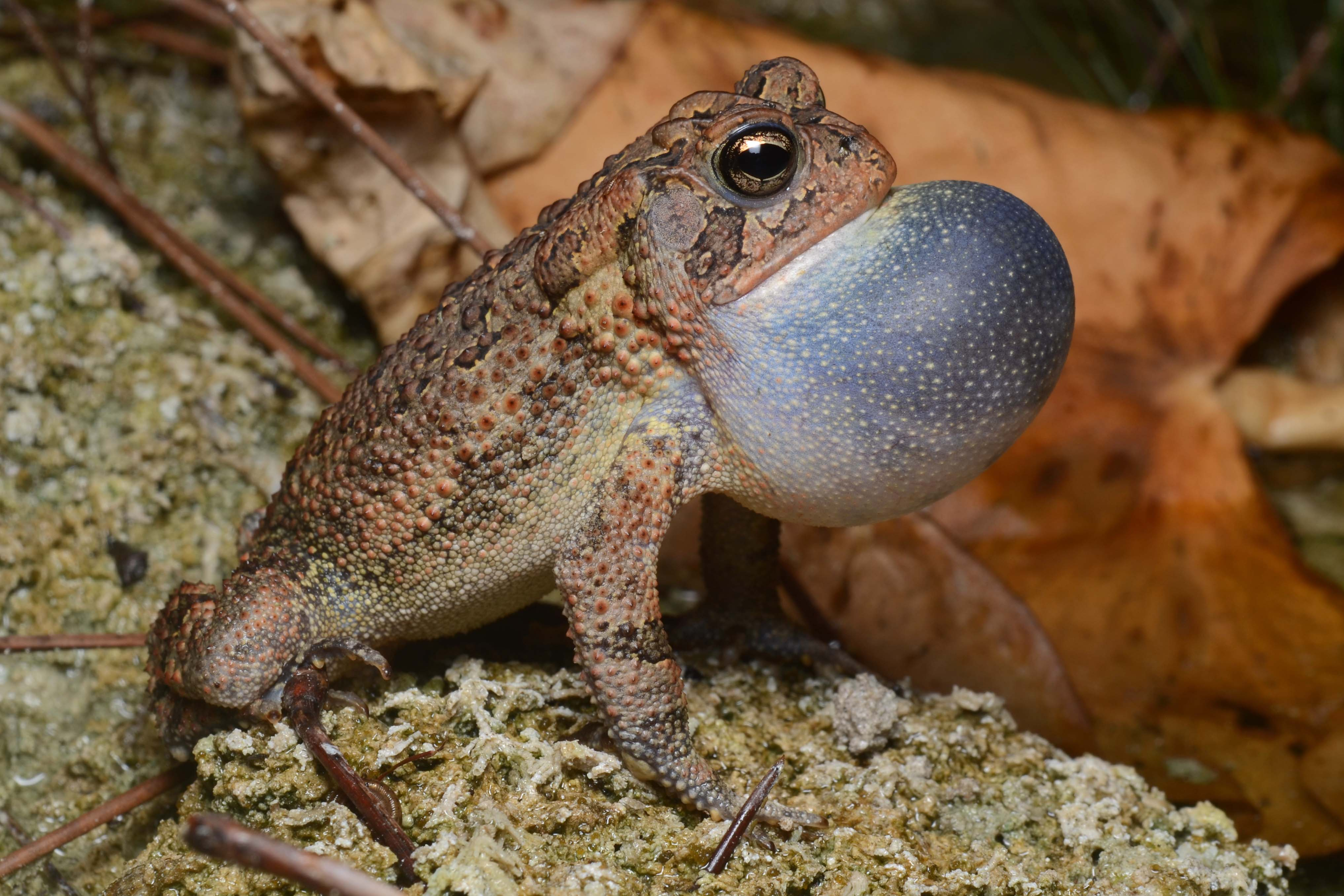
Mannetje met opgezette kwaakblaas
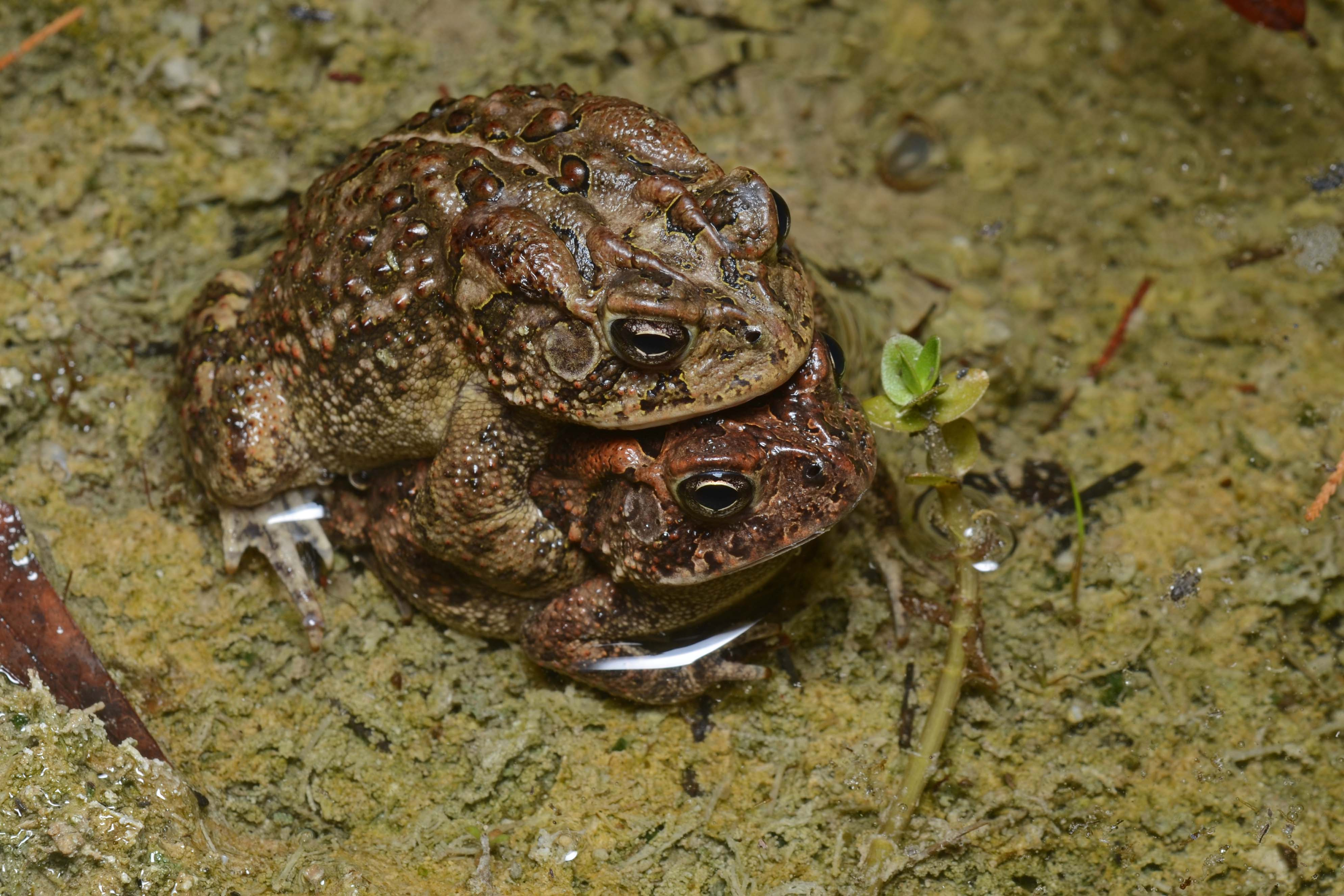
Amplexus

## Verspreiding
De soort komt voor op de kustvlakte in het zuidoosten van de Verenigde Staten. Het verspreidingsgebied reikt van oostelijk Louisiana en zuidoostelijk Virginia in het noorden tot Florida in het zuiden. Er bestaan twee geïsoleerde populaties in het Piedmontplateau en de Blue Ridge Mountains in South Carolina.

### Beschermingsstatus
De zuidelijke pad komt over het algemeen wijdverspreid voor in een relatief groot verspreidingsgebied, al is er een achteruitgang in gebieden in Florida waar de reuzenpad (Rhinella marina) is uitgezet. Over het algemeen is de zuidelijke pad relatief weinig gevoelig voor verstoring en kent hij weinig specifieke bedreigingen. De populatie lijkt stabiel en de soort is derhalve als 'niet bedreigd' (LC of Least Concern) op de Rode Lijst van de IUCN.